# Shabeh
Shabeh é um método combinado de tortura que envolve colocar pessoas em uma posição desconfortável e dolorosa (a chamada "posição shabeh"), tocar música alta, cobrir a cabeça com um saco, privá-las de sono e infligir outros tipos de sofrimentos por períodos prolongados: geralmente por vários dias, mas pode se estender por vários meses. Os relatos que descrevem o método apresentam variações.
O Shin Bet (também conhecido como "Serviço Geral de Segurança" ou "Agência de Segurança de Israel") utiliza o shabeh, juntamente com outros métodos de tortura, no interrogatório de pessoas palestinas detidas. Frequentemente, o Shin Bet e o Ministério Público de Israel argumentam que formas mais brandas do shabeh são "medidas de segurança", e não tortura. No ano 2000, a escritora e ativista dos direitos humanos Jessica Montell reportou que numa pesquisa de opinião realizada pela organização não governamental israelense B'Tselem em 1998, 76% dos israelenses consideravam o shabeh uma forma de tortura; no entanto, apenas 27% se opunham ao seu uso generalizado, enquanto 35% aprovavam sua aplicação em casos especiais.
Em setembro de 1999, a Suprema Corte de Israel analisou diversas petições que contestavam a legalidade dos métodos de torturas utilizados em interrogatórios pelo Shin Bet, incluindo o shabeh. Em uma decisão unânime, todos os métodos de força física, inclusive a manutenção de detidas na posição shabeh, foram proibidos.